# Ilhéus
Ilhéus is een Braziliaanse kuststad in de staat Bahia. De plaats is vanwege de bijzondere stranden een grote toeristische trekpleister. De stad telt zo'n 176.341 inwoners (2017), wat bijna 50.000 minder is dan in 2009.
De stad werd in 1534 gesticht als São Jorge dos Ilhéus, bestuurscentrum van een van de 13 oorspronkelijke Portugese koloniale kapiteinschappen en was lange tijd een wereldhoofdstad van de cacao, totdat de teelt onmogelijk werd gemaakt door een ziekte (vassoura-de-bruxa - heksenbezem). Thans is de belangrijkste economische sector het toerisme.
De grote Braziliaanse schrijver Jorge Amado woonde en werkte in Ilhéus. De stad bezit de naar hem vernoemde luchthaven Aeroporto de Ilhéus/Bahia-Jorge Amado.
De stad is zetel van het rooms-katholieke bisdom Ilhéus.

## Aangrenzende gemeenten
De gemeente grenst aan Aurelino Leal, Buerarema, Coaraci, Itabuna, Itacaré, Itajuípe, Itapitanga, Una en Uruçuca.

## Geboren
- Aldair Santos do Nascimento (1965), voetballer

## Galerij

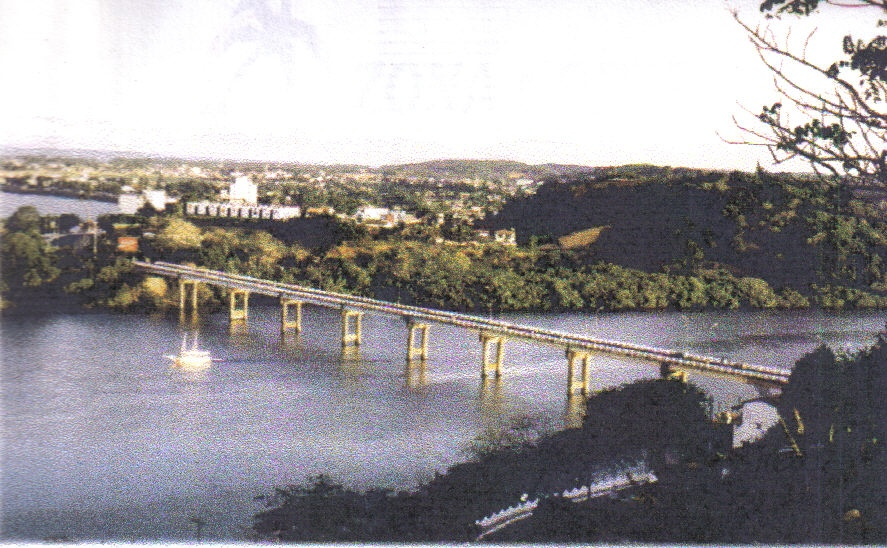
De brug Lomanto Júnio verbindt het centrum met het zuidelijk deel van de stad
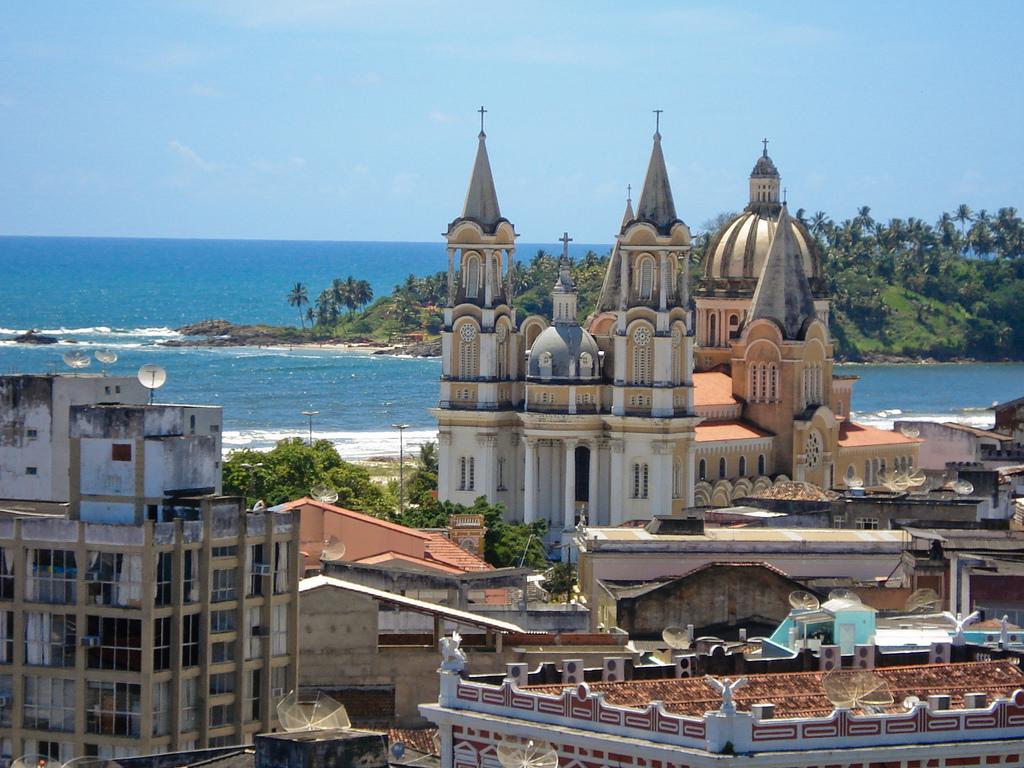
De kathedraal São Sebastião van Ilhéus
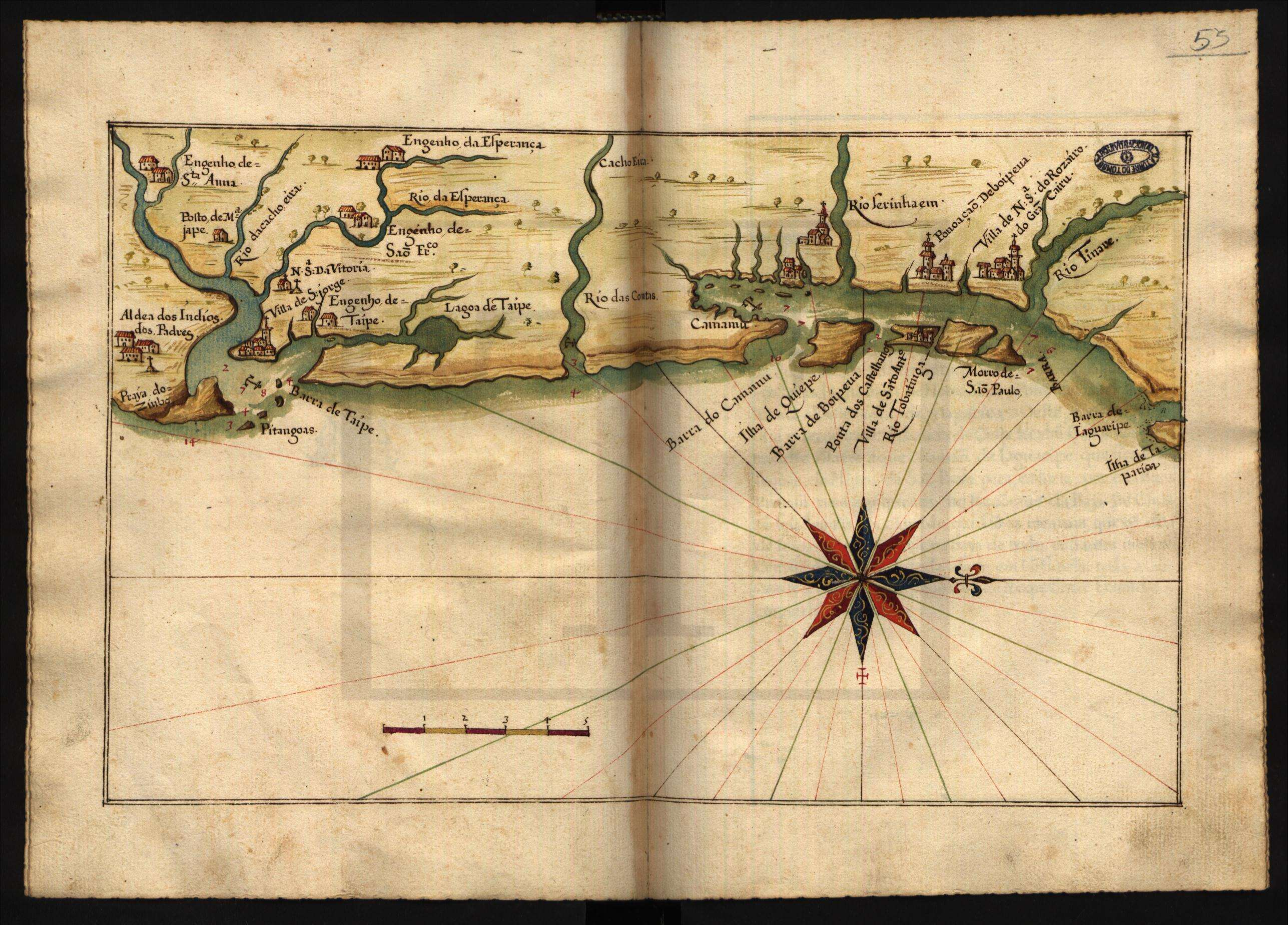
Ilhéus 1640